# Mouillering
Mouillering, lenitie of verzachting is het verschijnsel in de spraak waarbij een harde medeklinker (meestal een plosief) zachter wordt uitgesproken. Dit komt er meestal op neer dat de tong minder of helemaal geen contact meer maakt met het verhemelte.

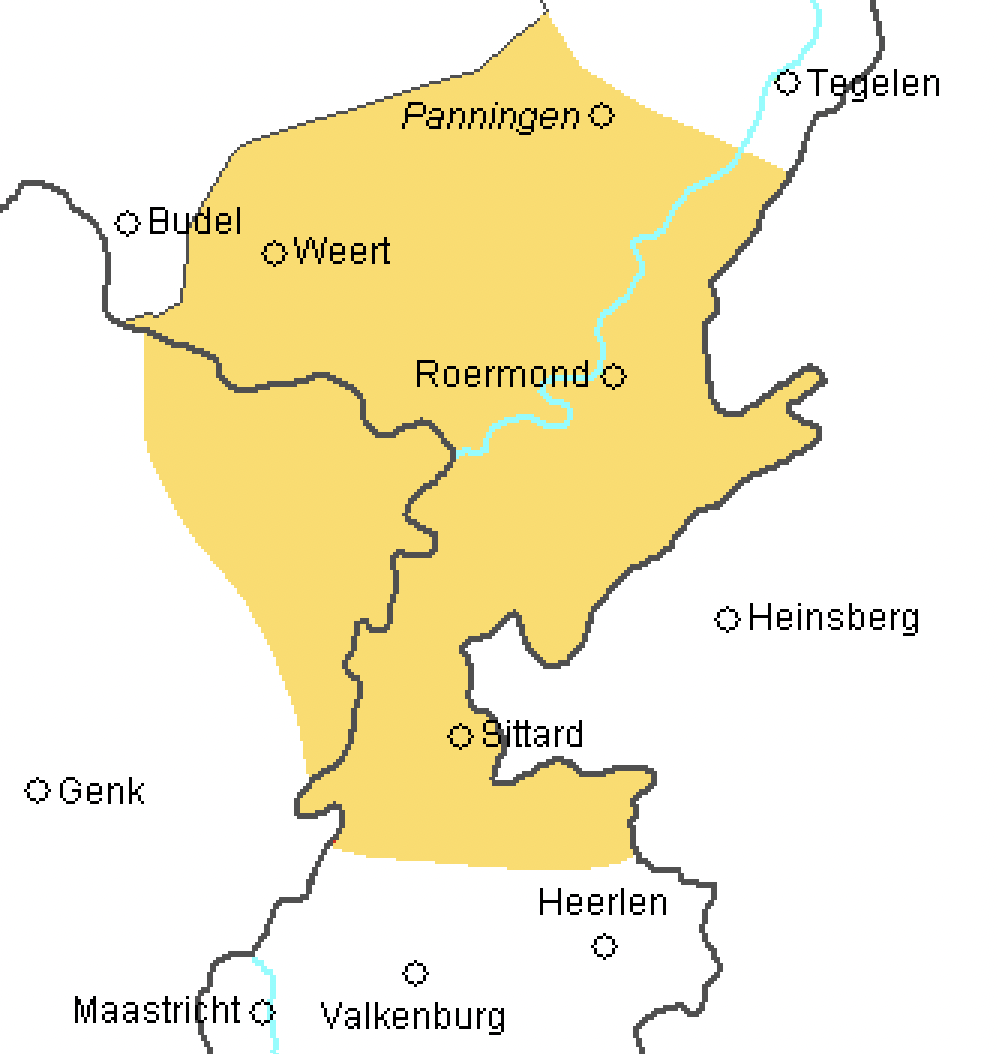
Mouilleringsgebied in Nederlands- en Belgisch-Limburg.

De meest voorkomende vorm van medeklinkerverzachting is palatalisatie. De term "mouillering" wordt ook wel gebruikt als synoniem van "palatalisering", maar dit is verwarrend omdat de laatste term een specifieke verschuiving richting het palatum aanduidt. Sommige taalkundigen staan op een strikte scheiding tussen deze twee termen, waarbij "palatalisering" uitsluitend voor een meer oppervlakkige verschijning van het fenomeen medeklinkerverzachting gebruikt wordt, terwijl de term "mouillering" een veel  uitgebreidere verandering moet beschrijven waar bijvoorbeeld ook assibilatie bij is inbegrepen. Onder dit gebruik zou "mouillering" gebruikt worden voor talen waar in de klankinventaris consequent verschil wordt gemaakt tussen gepalataliseerde en niet-gepalataliseerde medeklinkers, zoals het Russisch en andere Slavische talen. "Palatalisering" komt daarentegen vrij veelvuldig ook in het Nederlandse taalgebied voor, met name in de dialecten van het Limburgs en in Zuid-Brabant.
Internationaal wordt de term "mouillering" zelden gebruikt omdat het Engels - de taal waarin het meeste linguïstische onderzoek wordt gepubliceerd - , deze term niet kent. De meest gangbare term is dan ook lenitie. In aansluiting op modern gebruik in de taalkunde dient de voorkeur daarom naar een onderscheid tussen "palatalisering" (voor consonanten) en "umlaut" (voor klinkers) uit te gaan.